# Regla de Carson
La regla de Carson és la regla general coneguda en telecomunicacions referent a l'amplada de banda, i que estableix que aproximadament tota la potència d'un senyal consistent en una portadora sinusoidal modulada en freqüència està compresa dins d'una amplada de banda (al voltant de la freqüència portadora) de
{\displaystyle B_{T}=2(\Delta f+f_{m})}
on Δf és la desviació màxima de la freqüència instantània f(t) (que és un efecte de modular en freqüència, igual que en Amplitud modulada (AM) es defineix l'índex de modulació respecte a l'amplitud) respecte a la portadora fc (assumint que xm(t) està normalitzada en el rang ±1), i on fm és l'amplada de banda del senyal modulador (que es defineix "en banda base" i és el mateix per al senyal modulat).
Aquesta regla, que aproxima l'amplada de banda d'una modulació angular, s'utilitza per a simplificar els càlculs, ja que s'hauria de calcular la transformada de Fourier per a obtindre l'espectre. Açò resulta prou laboriós i per tant, en la pràctica, sol utilitzar-se aquesta aproximació.
Mitjançant aquesta expressió observem que quan modulem amb modulacions angulars (FM, PM) es necessiten amplades de banda de transmissió molt més grans que els del senyal modulador.

## Regla de Carson en funció de l'índex de modulació
També es pot definir mitjançant la següent expressió:
{\displaystyle B_{T}=2(D+1)W}
on {\displaystyle W} és l'amplada de banda del senyal modulador (si és un to pur será la seua freqüència) i {\displaystyle D} és l'índex de modulació.

### Índex de modulació
Per a senyals modulats en fase (PM):
{\displaystyle D=\phi _{d}|m(t)|_{max}}
on {\displaystyle \phi _{d}} és la sensibilitat del modulador y {\displaystyle m(t)} és el senyal modulador.
Par a senyals modulats en freqüència (FM):
{\displaystyle D={\frac {f_{d}|m(t)|_{max}}{W}}}
on {\displaystyle f_{d}} és la sensibilitat del modulador i {\displaystyle W} és l'amplada de banda del senyal modulador {\displaystyle m(t)}.